# Sân bay Kalaymyo
Sân bay Kalaymyo (IATA: KMV, ICAO: VYKL) là một sân bay ở thành phố Kalaymyo, bang Chin của Myanmar. Sân bay này có 1 đường băng dài 1677 m rải asphalt.

## Các hãng hàng không và các tuyến điểm
- Myanmar Airways (Mandalay)